# Jay Gould
Pour les articles homonymes, voir Stephen Jay Gould et Gould.
Jason « Jay » Gould, né le 27 mai 1836 à Roxbury dans l'État de New York et mort le 2 décembre 1892 à New York, est un homme d'affaires américain.

## Biographie
Il commence sa carrière en fondant une tannerie avec deux associés qu'il escroquera peu après. Par la suite, il entreprend d'imprimer et de vendre de fausses actions du Erie Railroad et fuit à New York avec un complice, James Fisk, après avoir obtenu 6 millions de dollars en liquide et les livres de comptes de la compagnie.
À New York, ils achètent le soutien du chef du Tammany Hall, William Tweed, qui lui assure un fort ancrage dans les milieux dirigeants. Il soudoie également de nombreux autres politiciens locaux et nationaux pour favoriser ses intérêts. Fisk est tué en 1872 par un rival.
Entre autres malversations, Jay Gould est l'artisan du Black Friday, vendredi noir du 24 septembre 1869, spéculation à grande échelle sur l'or qui ruina en un jour des milliers d'Américains et provoqua des faillites et suicides en cascade.
Il prend peu à peu possession de nombreuses sociétés qu'il parvient à revendre à des prix avantageux, manipulant les actions, lançant des guerres tarifaires, falsifiant ses comptes, et exploitant ses soutiens politiques. Confronté à Cornelius Vanderbilt pour le contrôle de l'Erie Railroad, il fait appel aux services de criminels comme Tommy Lynch et ses Hell's Kitchen Mob pour passer à tabac les soutiens de son adversaire.
Il contrôla jusqu’à quatre compagnies de chemin de fer dans le Midwest, dont l'Union Pacific et la Missouri Pacific Railroad. En 1880, son réseau de voies ferrées s’étendait sur près de 16 000 km, soit environ un neuvième du réseau ferré américain de l’époque. Gould fut aussi un actionnaire important de la compagnie de télégraphe Western Union et du métro aérien de New York.
Jay Gould est le père d'Anna Gould, qui épousa en 1895 le comte Boni de Castellane, avant d'en divorcer en 1906 pour épouser son cousin Hélie de Talleyrand-Périgord.
Citation
« I can hire one half of the working class to kill the other half. » 
(en français : « Je peux embaucher la moitié de la classe ouvrière pour tuer l’autre moitié. »)